# وائل زنجا
وائل إسماعيل زنجا لاعب كرة قدم مصري (حارس مرمى) مواليد 25 نوفمبر 1981 ويلعب في الوقت الحالي لنادى غزل المحلة المصري.

## إنجازاته
- المركز الثالث في كاس العالم للشباب 2001
- المركز الثالث في بطولة أمم أفريقيا للشباب 2001
- 3 المركز الأول بطوله الصداقة الدولية للمنتخبات-قطر

- حقق 11 بطولة مع النادى الزمالك من 2000 وحتى 2004

- 2 كأس السوبر المصري
- 2 كأس مصر
- 1 أبطال كؤوس أفريقيا
- 1 دورى أبطال أفريقيا
- 1 كأس أبطال العرب
- 1 كأس السوبر الأفريقى
- 1 كأس السوبر المصري السعودي

## روابط خارجية
- وائل زنجا على موقع الاتحاد الدولي (مؤرشف)  (الإنجليزية)
- وائل زنجا على موقع كووورة